# Eucalliax panglaoensis
Eucalliax panglaoensis is een tienpotigensoort uit de familie van de Callianassidae. De wetenschappelijke naam van de soort is voor het eerst geldig gepubliceerd in 2006 door Dworschak.